# Vinícius Yamada
Vinícius Yamada (Uberlândia, 25 de setembro de 1981), é um jornalista, publicitário e ativista brasileiro. Reside na cidade de São Paulo desde maio de 2000. É fundador do portal Gay Blog Br, portal de notícias voltado para a diversidade, e sócio-proprietário do MixBrasil, primeiro portal de informações e cultura LGBTQIA+.

## Biografia
Nascido em Uberlândia, Minas Gerais, e criado em Itapetininga, São Paulo, Vinícius Yamada se especializou em marketing digital e se destacou pelo marketing de guerrilha com as Tchecas no Pânico na TV. Atuou por cinco anos como relações públicas no clube paulistano D-Edge e atualmente é editor-chefe dos jornais Gay Blog Br, Bom Dia Ipanema e Olá Itapetininga. Também fundou o grupo carnavalesco carioca Bloco Tome Conta de Mim, ao lado de Joaquim Leães de Castro. Como cineasta, foi vencedor do prêmio no Show do Gongo do Festival Mix Brasil de Cultura da Diversidade em 2018.

## Carreira

### Primeiro aplicativo em português no Facebook
Em 2009, quando o CEO do Facebook Mark Zuckerberg veio pela primeira vez ao Brasil, o engenheiro citou o Distribua Mágoas, aplicativo criado por Vinícius Yamada, como o primeiro em português criado na plataforma. Ao analisar o desempenho e popularidade do aplicativo entre os usuários brasileiros, Zuckerberg viu o país com grande potencial para expansão da plataforma.

### Portal de NotíciasGay Blog Br
O Gay Blog Br é um portal de conteúdo de notícias brasileiro gratuito voltado para a comunidade LGBT, fundado por Vinícius Yamada em 6 de julho de 2011. Até 2017, manteve o humor como principal pilar de conteúdo. Atualmente, aborda temas como atualidades, entretenimento, cultura, direitos, saúde, turismo, moda, estilo de vida, noite, marketing e tecnologia na diversidade.
Além de editor-chefe do Gay Blog Br, Vinícius Yamada assina como colunista no portal ao lado do engenheiro de tecnologia Orkut Büyükkökten, que criou a rede social Orkut, o ativista Todd Tomorrow e o psicanalista Eliseu Neto.
O portal tem também uma premiação anual chamada de Poc Awards. Entre os vencedores da premiação de 2019 estão Felipe Neto, Daniela Mercury, Porta dos Fundos, Jesuíta Barbosa, Titi Müller, Pabllo Vittar, Laerte Coutinho, David Miranda, Max Souza e Rodrigo Hilbert.

### Festival Mix Brasil de Cultura da Diversidade
A convite do jornalista André Fischer, Vinícius Yamada atua desde 2017 no desenvolvimento web para o Festival Mix Brasil de Cultura da Diversidade, um festival de cinema internacional da cidade de São Paulo voltado para a diversidade. Vinícius Yamada também ganhou o prêmio Show do Gongo, apresentado pela atriz Marisa Orth.

### MixBrasil
Em abril de 2022, Vinícius Yamada retomou as atividades do MixBrasil, o primeiro portal de conteúdo no Brasil voltado para LGBTQIA+. Fundado em 1994, a editora agora é gerida por Vinícius Yamada, como sócio-proprietário, ao lado do fundador, o jornalista André Fischer.  